# Театры Санкт-Петербурга
В Санкт-Петербурге насчитывается более 100 театров и театральных коллективов.
В список включены театральные коллективы, регулярно выпускающие спектакли, и площадки, используемые для театральных представлений.
В Санкт-Петербурге указом императрицы Елизаветы Петровны 1756 года был учреждён первый российский постоянный профессиональный публичный театр «Русский для представления трагедий и комедий театр». В 1785 году был открыт Эрмитажный театр в комплексе эрмитажных зданий, это старейшее театральное здание сохранившееся в подлинном виде из ныне существующих в Санкт-Петербурге.

## История

### XVIII век
Первый театр в Петербурге был устроен сестрой Петра I — царевной Натальей Алексеевной и работал с 1711 до 1716 года. Тогда театр был необычным явлением, пришедшим из западной культуры, для которого сочинялись первые русские пьесы и очень длинные за неопытностью их сочинителей. Тем не менее невзыскательной публики такие представления очень нравились.
В 1723 и 1724 годах в городе играла труппа Эккенберга из Праги, специально для которой было выстроено здание на углу Невского проспекта и Мойки. Выступления в театре постоянно посещал Пётр со своим двором, постоянно вмешивался в представление и выходил на сцену.
Первый государственный публичный театр в Петербурге и Российской империи был открыт в 1756 году при Елизавете Петровне, но уже через 3 года приобрёл положение придворного. В театре играли пьесы Фонвизина, Ломоносова, Сумаркова и других. В 1779 году был открыт частные публичные театр Книппера — Вольный российский театр, где ставились комические оперы, драмы и комедии.

### XIX век
Театры в дореволюционном Петербурге выступали важным местом досуга у горожан. Традиционно сезон театров начинался осенью. Оживление начиналось у зданий театров в 8 вечера. Богатые посетители приезжали на своих транспортных средствах. В городе работало множество театров, отличавшихся по жанру и социальной направленности. Например театры бывшего Мариинского или Малого оперного театра посещались богатой публикой, цены на билеты на лучшие места были не доступны для широкой публики. Привилегированные сословия, говорившие на французском посещали французские труппы, например в Мариинском театре.
Билеты на выступления таких знаменитостей, как Шаляпин или Собинов было трудно достать и публика в надежде заполучить билет могла ещё занимать очередь в предыдущий день до выступления, часто билеты скупали спекулянты, чтобы перепродать и по завышенной цене.
Во время выступления у дорогих театров образовывались «театральные разъезды» — стоянка из многочисленных карет у площади с кучерами и лакеями, пока их господа смотрели представление. Кучера проводили это время, разнося между собой слухи о своих господах. В зиму кучера разводили костёр и плясали у него, чтобы не замёрзнуть.

## Драматические театры
| Название                                                                                      | Адрес | Дата открытия | Художественное руководство | Изображение |
| --------------------------------------------------------------------------------------------- | --- | ------------- | --- | ----------- |
| Российский государственный академический Большой драматический театр имени Г. А. Товстоногова | набережная реки Фонтанки, 65                                                                                   | 1919 год      | Художественный руководитель: Андрей Могучий                                                                                                 |             |
| Каменноостровский театр (вторая сцена БДТ)                                                    | набережная реки Крестовки, 10 А                                                                                | 2011 год      | Художественный руководитель: Андрей Могучий                                                                                                 |             |
| Национальный драматический театр России (Александринский театр)                               | площадь Островского, 6                                                                                         | 1756 год      | Художественный руководитель: Никита Кобелев                                                                                                 |             |
| Санкт-Петербургский академический драматический театр В. Ф. Комиссаржевской                   | Итальянская улица, 19                                                                                          | 1901 год      | Художественный руководитель: Заслуженный деятель искусств Российской Федерации Виктор Новиков                                               |             |
| Санкт-Петербургский академический театр имени Ленсовета                                       | Владимирский проспект, 12                                                                                      | 1933 год      | Художественный руководитель: Народная артистка Российской Федерации Лариса Луппиан                                                          |             |
| Санкт-Петербургский академический театр комедии имени Н. П. Акимова                           | Невский проспект, 56                                                                                           | 1929 год      | Художественный руководитель: Заслуженный деятель искусств России Татьяна Казакова                                                           |             |
| Санкт-Петербургский государственный молодёжный театр на Фонтанке                              | набережная реки Фонтанки, 114                                                                                  | 1974 год      | Художественный руководитель: Народный артист России Семён Спивак                                                                            |             |
| Театр-фестиваль «Балтийский дом»                                                              | Александровский парк, 4                                                                                        | 1936 год      | Художественный директор: Заслуженный работник культуры Марина Беляева                                                                       |             |
| ФДМ-Театр (Театр Музея Достоевского)                                                          | Кузнечный переулок, 5/2                                                                                        | 2007 год      | Руководитель: Вера Бирон |             |
| Белый театр                                                                                   | Кузнечный переулок, 5/2                                                                                        | 1995 год      | Художественный руководитель: Михаил Чавчавадзе                                                                                              |             |
| Такой театр                                                                                   | На сцене площадки Скороход Московский проспект, 107, корп.5 На сцене Музея Достоевского Кузнечный переулок 5/2 | 2002 год      | Художественный руководитель: Александр Баргман                                                                                              |             |
| Театр «Ювента»                                                                                | На сцене театра «АлеКо» проспект Юрия Гагарина, 42                                                             | 2002 год      | Художественный руководитель: Виктор Николаев                                                                                                |             |
| Государственный драматический Театр на Литейном                                               | Литейный проспект, 51                                                                                          | 1909 год      | Главный режиссёр: Сергей Морозов |             |
| Драматический театр Балтийского флота                                                         | Кронштадт, Макаровская улица, 3                                                                                | 1930 год      | Художественный руководитель: Заслуженный деятель искусств Латвийской ССР Ю. К. Николаев                                                     |             |
| Санкт-Петербургский театр «За Чёрной речкой»                                                  | Богатырский проспект, 4                                                                                        | 1983 год      | Главный режиссёр: Олег Мендельсон |             |
| Государственный драматический театр «Комедианты»                                              | Лиговский проспект, 44                                                                                         | 1989 год      | Художественный руководитель: Михаил Левшин                                                                                                  |             |
| Санкт-Петербургский государственный детский драматический театр «На Неве»                     | Советский переулок, 5                                                                                          | 1987 год      | Художественный руководитель: Заслуженный деятель искусства России Татьяна Савенкова                                                         |             |
| Театр «Особняк»                                                                               | Каменноостровский проспект, 55                                                                                 | 1989 год      | Художественный руководитель-режиссёр: Дмитрий Поднозов                                                                                      |             |
| Санкт-Петербургский драматический театр «Остров»                                              | Каменноостровский проспект, 26—28                                                                              | 1990 год      | Художественный руководитель: Тамара Исаева                                                                                                  |             |
| Государственный драматический театр «Приют Комедианта»                                        | Садовая улица, 27/9                                                                                            | 1987 год      | Директор-художественный руководитель: Виктор Минков                                                                                         |             |
| Формальный театр Андрея Могучего                                                              | | 1989 год      | Режиссёр: Андрей Могучий |             |
| Санкт-Петербургский Интерьерный театр                                                         | Невский проспект, 104                                                                                          | 1976 год      | Художественный руководитель-директор: Николай Беляк                                                                                         |             |
| Камерный театр Малыщицкого                                                                    | улица Восстания, 41                                                                                            | 1987 год      | Главный режиссёр Петр Шерешевский. |             |
| Театр Дождей                                                                                  | набережная реки Фонтанки, 130                                                                                  | 1990 год      | Художественный руководитель: Наталья Никитина                                                                                               |             |
| Театр «Домино», Театр «Львёнок»                                                               | Васильевский остров, Большой проспект, 83                                                                      |               | Режиссёр: Лилия Саяпина |             |
| Театр поколений                                                                               | Петроградская сторона, Лахтинская улица, 25 А                                                                  | 1991 год      | Художественный руководитель: Данила Корогодский                                                                                             |             |
| Наш театр                                                                                     | на сцене Театра Эстрады им. А. Райкина, Большая Конюшенная улица, 27                                           | 2000 год      | Художественный руководитель: заслуженный артист России Лев Стукалов                                                                         |             |
| Театр драматических импровизаций                                                              | проспект Стачек, 72                                                                                            | 1989 год      | Главный режиссёр: Павел Подервянский |             |
| Академический малый драматический театр — Театр Европы                                        | улица Рубинштейна, 18                                                                                          | 1944 год      | Художественный руководитель-директор: Народный артист России Лев Додин                                                                      |             |
| Санкт-Петербургский театр «Русская антреприза» имени Андрея Миронова                          | Петроградская сторона, Большой проспект, 75/35                                                                 | 1988 год      | Директор — художественный руководитель: Рудольф Фурманов, главный режиссёр: Влад Фурман                                                     |             |
| Санкт-Петербургский детский драматический «Театр У Нарвских ворот»                            | улица Зои Космодемьянской, 3                                                                                   | 1990 год      | Художественный руководитель: Валентина Лутц                                                                                                 |             |
| Санкт-Петербургский государственный театр «Суббота»                                           | Звенигородская улица, 30                                                                                       | 1969 год      | Главный режиссер - Андрей Сидельников |             |
| Театр юных зрителей имени А. А. Брянцева                                                      | Пионерская площадь, 1                                                                                          | 1922 год      | Руководитель художественных проектов: Адольф Шапиро                                                                                         |             |
| Театр юношеского творчества (ТЮТ)                                                             | Невский проспект, 39                                                                                           | 1956 год      | Художественный руководитель: заслуженный работник культуры Евгений Сазонов                                                                  |             |
| Учебный театр «На Моховой»                                                                    | Моховая улица, 35                                                                                              | 1962 год      | Исполнительный директор Тимонова Е. Н. |             |
| Театр-студия «Небольшой Драматический Театр»                                                  | пр. Кима, дом 6                                                                                                | 1999 год      | Художественный руководитель: Лев Эренбург                                                                                                   |             |
| Санкт-Петербургский драматический театр «Алые паруса»                                         | На сцене музея «Разночинный Петербург», Большой Казачий переулок, 7                                            | 2001 год      | Екатерина Лесова |             |
| Театр на Васильевском                                                                         | Васильевский остров, Средний проспект, 48                                                                      | 1989 год      | Художественный руководитель-директор: Владимир Словохотов                                                                                   |             |
| Санкт-Петербургский театр «Мастерская»                                                        | Народная улица, 1                                                                                              | 2010 год      | Художественный руководитель: заслуженный деятель искусств России Григорий Козлов                                                            |             |
|                                                                                               | |               | |             |
| 00 Театр                                                                                      | Медиков, 3 | 2013 год      | Художественный руководитель: Агеева Юлия Сергеевна                                                                                          |             |
| Санкт-Петербургский Православный Драматический театр «Странник»                               | Цветочная улица, 16                                                                                            | 2007 год      | Художественный руководитель: Владимир Уваров                                                                                                |             |
| Театр-студия «Пушкинская школа»                                                               | набережная реки Фонтанки, 41                                                                                   | 1992 год      | Художественный руководитель: Народный артист России Владимир Рецептер                                                                       |             |
| Санкт-Петербургский Театр LUSORES                                                             | на сцене Театра «Особняк» Каменноостровский проспект, 55                                                       | 2007 год      | Художественный руководитель: Александр Савчук                                                                                               |             |
| Культурно-просветительский центр деятелей театра и кино «АлеКо»                               | проспект Юрия Гагарина, 42                                                                                     | 2010 год      | Художественный руководитель: Алексей Козырев                                                                                                |             |
| Театральная лаборатория под руководством Вадима Максимова                                     | | 1984 год      | Режиссёр и художественный руководитель: Вадим Максимов                                                                                      |             |
| Театро Ди Капуа                                                                               | На сцене Санкт-Петербургского Мюзик-холла, Александровский парк, 4                                             | 2008 год      | Режиссёр: Джулиано ди Капуа |             |
| Экспериментальная сцена под руководством Анатолия Праудина                                    | На сцене театра Балтийский дом, Александровский парк, 4                                                        | 1999 год      | Художественный руководитель: лауреат Государственной премии РФ Анатолий Праудин                                                             |             |
| Антреприза имени Екатерины Орловой                                                            | | 2003 год      | Директор-художественный руководитель: Геннадий Волноходец                                                                                   |             |
| Санкт-Петербургский «Классический театр»                                                      | | 1993 год      | Художественный руководитель: Людмила Мартынова                                                                                              |             |
| Театральная мастерская «АСБ»                                                                  | на сцене Театра «Особняк» Каменноостровский проспект, 55                                                       | 2000 год      | Художественный руководитель: Алексей Янковский                                                                                              |             |
| Молодёжный центр театрального и киноискусства «МИГ»                                           | Владимирский проспект, 12                                                                                      | 2009 год      | Генеральный директор-руководитель проекта: Милена Авимская                                                                                  |             |
| Народный театр «Глагол»                                                                       | Лесной проспект, 65, к. 8                                                                                      | 1971 год      | Директор: заслуженный работник культуры РФ А. М. Борщевский Художественный руководитель: заслуженный работник культуры РФ Константин Гершов |             |
| Этюд-Театр                                                                                    | на сцене Режиссёрской Лаборатории «ON. Театр» улица Жуковского, 17 и театра «Мастерская» Народная улица, 1     | 2011 год      | Художественный руководитель: В. М. Фильштинский, Главный режиссёр: Д. В. Егоров                                                             |             |
| Театр МИР                                                                                     | на сцене Пушкинская улица, 9 (ОКЦ на Пушкинской); проспект Обуховской Обороны, 223 (КЦ Троицкий)               | 2007 год      | Директор : Михаил Львов Главный режиссёр: Наталия Львова                                                                                    |             |
| Санкт-Петербургский драматический театр «Патриот» РОСТО                                       | проспект КИМа, 22                                                                                              | 1990 год      | Художественный руководитель — директор: Г. С. Егоров                                                                                        |             |
| Частный театр «Астролябия»                                                                    | 10-я Красноармейская, д. 10                                                                                    | 2008 год      | Художественный руководитель — Сергей Иванов                                                                                                 |             |
| ЦЕХЪ                                                                                          | Конюшенная пл., дом 2                                                                                          | 2013 год      | Директор - Михаил Каргопольцев |             |
| Плохой театр                                                                                  | Фурштатская, 30 (Площадка театра «Karlsson Haus»                                                               | 2017          | Художественный руководитель — Дмитрий Крестьянкин                                                                                           |             |
| СПбГБУК Камерный драматический театр "Левендаль"                                              | улица Маршала Казакова, д. 1, к.1, лит. Е                                                                      | 2018          | Художественный руководитель - Сакаев Искандер Рауфович                                                                                      |             |

## Театры оперы и балета
| Название                                                                                          | Адрес                            | Дата открытия | Художественное руководство                                                                                                  | Изображение |
| ------------------------------------------------------------------------------------------------- | -------------------------------- | ------------- | --- | ----------- |
| Мариинский театр                                                                                  | Театральная площадь, 1           | 1783 год      | Художественный руководитель – директор: Народный артист России Валерий Гергиев                                              |             |
| Концертный зал Мариинского театра                                                                 | улица Декабристов, 37            | 2009 год      | Художественный руководитель – директор: Народный артист России Валерий Гергиев                                              |             |
| Михайловский театр                                                                                | Площадь Искусств, 1              | 1833 год      | Музыкальный руководитель-главный дирижёр театра: Михаил Татарников, Художественный руководитель балетной труппы: Начо Дуато |             |
| Театр оперы и балета Санкт-Петербургской консерватории им. Н. А. Римского-Корсакова (Большой зал) | Театральная площадь, 3           | 1836 год      | Художественный руководитель: Юлия Хуторецкая                                                                                |             |
| Малый зал имени А. К. Глазунова Санкт-Петербургской консерватории им. Н. А. Римского-Корсакова    | Театральная площадь, 3           | 1896 год      | Начальник: Заслуженный работник культуры РФ Лидия Волчек                                                                    |             |
| Санкт-Петербургский Государственный академический театр балета имени Леонида Якобсона             | дирекция улица Маяковского, 15   | 1966 год      | Директор-художественный руководитель: Заслуженный артист России Андриан Фадеев                                              |             |
| Государственный Академический Театр Балета под руководством Бориса Эйфмана                        | дирекция Гагаринская улица, 32 В | 1977 год      | Художественный руководитель: Народный артист России Борис Эйфман                                                            |             |
| Театр детского балета                                                                             | площадь Стачек, 4                | 1992 год      | Художественный руководитель: Анатолий Никифоров                                                                             |             |
| Камерный музыкальный театр «Санктъ-Петербургъ Опера»                                              | Галерная улица, 33               | 1987 год      | Народный артист России Юрий Александров                                                                                     |             |
| Санкт-Петербургский Мужской балет Валерия Михайловского                                           | Гороховая улица, 71              | 1992 год      | Художественный руководитель: заслуженный артист России Валерий Михайловский                                                 |             |
| Театр «Крепостной балет»                                                                          |                                  | 2005 год      | Хореограф: Елена Прокопьева                                                                                                 |             |
| Театр танца «Интеллбалет»                                                                         |                                  | 2000 год      | Художественный руководитель: Лариса Иванова                                                                                 |             |

## Музыкальные театры
| Название                                                                   | Адрес                               | Дата открытия | Художественное руководство | Изображение |
| -------------------------------------------------------------------------- | ----------------------------------- | ------------- | --- | ----------- |
| Санкт-Петербургский Мюзик-холл                                             | Александровский парк, 4             | 1966 год      | Директор: Юлия Стрижак |             |
| Театр «Рок-опера»                                                          |                                     | 1989 год      | Художественный руководитель: Заслуженный деятель искусств РФ Владимир Подгородинский                                                 |             |
| Санкт-Петербургский театр музыкальной комедии                              | Итальянская улица, 13               | 1929 год      | Генеральный директор: заслуженный деятель искусств России Юрий Шварцкопф, Главный дирижёр: заслуженный артист России Андрей Алексеев |             |
| Санкт-Петербургский государственный музыкально-драматический театр «Буфф»  | Заневский проспект, 26              | 1983 год      | Художественный руководитель: Народный артист России Исаак Штокбант, Главный режиссёр: Заслуженный артист России Михаил Смирнов       |             |
| Санкт-Петербургский государственный детский музыкальный театр «Зазеркалье» | улица Рубинштейна, 13               | 1987 год      | Художественный руководитель-главный режиссёр: Александр Петров                                                                       |             |
| Санкт-Петербургский государственный детский музыкальный театр «Карамболь»  | Рижский проспект, 3 «Л»             | 1989 год      | Художественный руководитель-директор: заслуженный деятель искусств России Ирина Брондз                                               |             |
| Санкт-Петербургский детский мюзик-холл                                     | Тамбовская улица, 63                | 1994 год      | Художественный руководитель: Андрей Скворцов                                                                                         |             |
| Балет на льду Санкт-Петербурга                                             | дирекция 8-я Советская улица, 56 А  | 1967 год      | Главный балетмейстер: заслуженный артист России Константин Рассадин                                                                  |             |
| Санкт-Петербургский государственный ледовый театр                          | дирекция Лиговский проспект, 148    | 1990 год      | Художественный руководитель-директор театра: Алексей Фрадин                                                                          |             |
| Театр Аквариум                                                             | проспект Просвещения, 87            | 1996 год      | Художественный руководитель: Сергей Завадский                                                                                        |             |
| Государственная филармония Санкт-Петербурга для детей и юношества          | Большой Сампсониевский проспект, 79 |               | Главный режиссёр: Заслуженный деятель искусств России Юрий Томошевский                                                               |             |

## Театры кукол
| Название                                                           |  | Адрес                                                                        | Дата открытия | Художественное руководство | Изображение |
| ------------------------------------------------------------------ |  | ---------------------------------------------------------------------------- | ------------- | --- | ----------- |
| Большой театр кукол                                                |  | улица Некрасова, 10                                                          | 1931 год      | Главный режиссёр: Руслан Кудашов |             |
| Санкт-Петербургский театр марионеток им. Е. С. Деммени             |  | Невский проспект, 52                                                         | 1918 год      | Режиссёр-постановщик: Эдуард Гайдай |             |
| Кукольный театр сказки                                             |  | Московский проспект, 121                                                     | 1944 год      | Режиссёры: заслуженный деятель искусств России Игорь Игнатьев (с 1992 года до дня смерти 16 июля 2019 года) и заслуженный деятель искусств России Николай Боровков |             |
| Санкт-Петербургский государственный театр кукол «Бродячая собачка» |  | Проспект Стачек, 59                                                          | 1990 год      | Художественный руководитель: Альфия Абдулина |             |
| Детский интеграционный театр «Куклы»                               |  | улица Жака Дюкло, 6                                                          | 2007 год      | Художественный руководитель: Тигран Сааков |             |
| Театр-студия «Карлссон Хаус»                                       |  | Набережная реки Фонтанки, 50, флигель во дворе                               | 2006 год      | Художественный руководитель: Алексей Шишов |             |
| Театр «Кукольный формат»                                           |  | На сцене театрального зала Музея Ф. М. Достоевского, Кузнечный переулок, 5/2 | 2002 год      | |             |
| Театр «Потудань»                                                   |  |                                                                              | 2002 год      | Режиссёр: Руслан Кудашов |             |
| Театр-Концерт «ВАМПУКА»                                            |  | ул. Пушкинская, 10                                                           | 2006          | Режиссёр: Евгения Глюкк |             |
| Малый театр кукол                                                  |  | Лиговский проспект, 267к2                                                    | 2016 год      | Художественный руководитель: Чакчи Фросноккерс |             |

## Театры других жанров
| Название                                                   | Адрес                            | Дата открытия | Художественное руководство                                              | Изображение |
| ---------------------------------------------------------- | -------------------------------- | ------------- | ----------------------------------------------------------------------- | ----------- |
| Театр «Лицедеи»                                            | улица Льва Толстого, 9           | 1978 год      |                                                                         |             |
| Театр Натьи                                                |                                  | 1990 год      | Художественный руководитель: Милана Северская                           |             |
| Клоун-мим-театр «Мимигранты»                               | Рижский проспект, 23             | 1990 год      | Художественный руководитель: Александр Плющ                             |             |
| Санкт-Петербургский театр пластики рук «Hand Made»         |                                  | 2007 год      | Художественный руководитель: заслуженный артист России Андрей Князьков  |             |
| Зеленогорский Муниципальный театр Шкиды                    | Зеленогорск                      | 1996 год      | Художественный руководитель и главный режиссёр: Татьяна Збышевская      |             |
| Театр эстрады имени Аркадия Райкина                        | Большая Конюшенная улица, 27     | 1939 год      | Художественный руководитель: Заслуженный артист России Юрий Гальцев     |             |
| Большой Санкт-Петербургский государственный цирк           | Набережная реки Фонтанки, 3      | 1877 год      | Директор: Виктор Саврасов Художественный руководитель: Вячеслав Полунин |             |
| Театр «Диклон»                                             |                                  |               | Художественный руководитель: Юрий Кретов                                |             |
| Санкт-Петербургское театральное товарищество «Комик-Трест» |                                  | 1991 год      | Режиссёр: Вадим Фиссон                                                  |             |
| Театр движения «Люди дождя»                                | Ремесленная улица, 6, квартира 4 | 2007 год      | Художественный руководитель: Курбатова Светлана                         |             |
| Театр Morph                                                | улица Белинского, 9, 4 этаж      | 2009 год      | Главный режиссёр: Сергей Хомченков                                      |             |
| Театр Gabria-theatre                                       |                                  | 2008 год      | Руководитель и режиссёр: Роман Габрия                                   |             |
| Театр-цирк Монгольфьери                                    | улица Лахтинская, д.23-25        | 2011 год      | Руководитель и режиссёр: Лариса Маркина                                 |             |

## Театральные и концертные площадки
| Название                                                                         | Адрес                                                      | Дата открытия | Изображение |
| -------------------------------------------------------------------------------- | ---------------------------------------------------------- | ------------- | ----------- |
| Эрмитажный театр государственного музея Эрмитаж                                  | Дворцовая набережная, 32                                   | 1785 год      |             |
| Домашний театр Юсуповского дворца                                                | набережная реки Мойки, 94                                  | 1836 год      |             |
| Большой зал Санкт-Петербургской государственной филармонии им. Д. Д. Шостаковича | Михайловская улица, 2                                      | 1839 год      |             |
| Малый зал Санкт-Петербургской государственной филармонии им. Д. Д. Шостаковича   | Невский проспект, 30                                       | 1949 год      |             |
| Государственная академическая капелла Санкт-Петербурга                           | набережная реки Мойки, 20                                  | 1763 год      |             |
| Театр «Аврора Палас»                                                             | Пироговская набережная, 5                                  | год           |             |
| Выборгский Дворец Культуры                                                       | улица Комиссара Смирнова, 15                               | 1927 год      |             |
| Дворец культуры имени А. М. Горького                                             | площадь Стачек, 4                                          | 1927 год      |             |
| Дворец культуры имени Ленсовета                                                  | Каменноостровский проспект, 42                             | 1938 год      |             |
| Концертный Зал «Дом Композиторов»                                                | Большая Морская улица, 45                                  | 1932 год      |             |
| Концертный зал у Финляндского                                                    | Арсенальная набережная, 13/1                               | 1954 год      |             |
| Мальтийская капелла Воронцовского дворца                                         | Садовая улица, 26                                          | 2009 год      |             |
| Санкт-Петербургская Государственная Филармония джазовой музыки                   | Загородный проспект, 27                                    | 1989 год      |             |
| Концертный зал «Карнавал»                                                        | Невский проспект, 39                                       | 1986 год      |             |
| Театрально-концертный зал им. Дзержинского                                       | Полтавская улица, 12                                       | 1940 год      |             |
| Большой концертный зал «Октябрьский»                                             | Лиговский проспект, 6                                      | 1967 год      |             |
| Ледовый дворец                                                                   | проспект Пятилеток, 1А                                     | 2000 год      |             |
| Петербургский Спортивно-Концертный Комплекс                                      | проспект Юрия Гагарина, 8                                  | 1980 год      |             |
| Дом актёра им. К. С. Станиславского                                              | Невский проспект, 86                                       | 1924 год      |             |
| Санкт-Петербургский Театральный центр на Коломенской                             | Коломенская улица, 43                                      | 2005 год      |             |
| Культурно-досуговый центр «Ижорский»                                             | Колпино, Советский бульвар, 29                             | 1985 год      |             |
| Петербург-концерт                                                                | набережная реки Фонтанки, 41                               | 1930 год      |             |
| Эрарта Сцена                                                                     | Музей современного искусства Эрарта, 29-я линия В.О., д. 2 | 2015 год      |             |